# Batalla de Beran Byrig
En la batalla de Beran Byrig o Beranburh los sajones occidentales derrotaron a los britanos en Barbury Castle, cerca de Swindon en el año 556.
La entrada de la Crónica anglosajona para este año dice: Her Cynric 7 Ceawlin fuhton wiþ Brettas æt Beranbyrg (Este año Cynric y Ceawlin lucharon con los britananos en Barbury Castle).
Es probable que el control de Barbury Castle fuera importante, ya que se sitúa sobre The Ridgeway, una ruta de comunicaciones estratégica, descrita como la vía más antigua de Gran Bretaña.